# Urgence neige
Pour les articles homonymes, voir Urgence (homonymie).

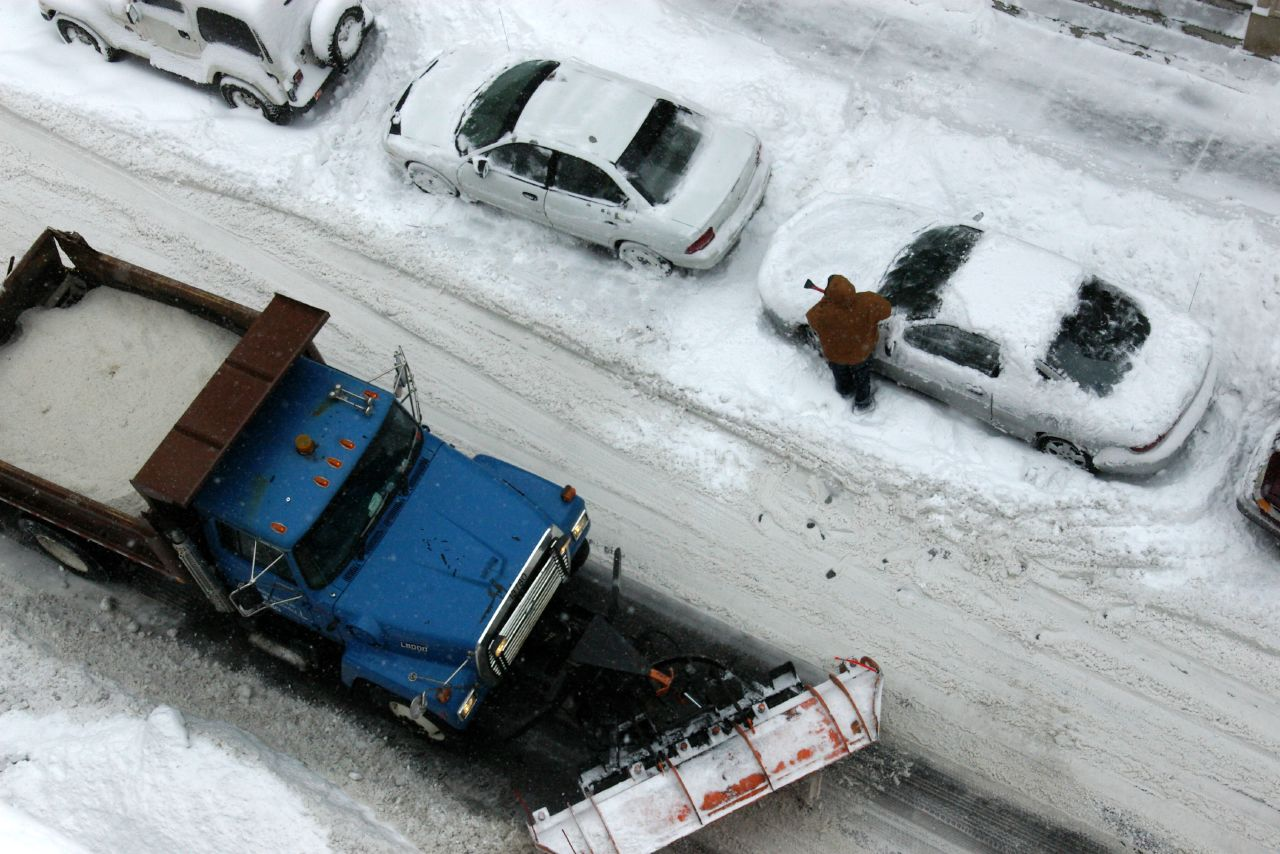
Une urgence de neige à Minneapolis.

Une urgence neigeuse est le plan d'intervention actif lorsqu'une tempête de neige touche gravement une ville, un comté ou un village aux États-Unis ou au Canada. Les écoles, les universités, les bureaux gouvernementaux, les aéroports et les bâtiments publics peuvent fermer pendant une urgence liée à la neige afin d'éviter les blessures lors des tentatives de déplacement ; des restrictions de stationnement sont également généralement appliquées pour permettre aux chasse-neige de dégager efficacement les routes et les rues. La signification précise de l'expression "urgence liée à la neige" varie en fonction de la municipalité émettrice. Les urgences liées à la neige sont fréquentes pendant la saison des chutes de neige en hiver dans le nord des États-Unis. Le grand public est alerté de l'état d'urgence de la neige par des stations de diffusion locales, des appels 911 inversés, des services de messagerie textuelle de masse, des systèmes de sonorisation ou des signaux lumineux.
Généralement, une urgence neigeuse est déclarée par le maire ou un autre responsable d'une juridiction. La déclaration est généralement faite après que la tempête d'hiver a touché une ville ou un comté. Les avertissements de tempête hivernale, les avertissements de neige par effet de lac, les avertissements de blizzard et les avis météorologiques hivernaux émis par le service météorologique national sont pris en compte lors de la déclaration d'une urgence neigeuse.
Lors de tempêtes hivernales mettant la vie en danger, un état d'urgence peut être déclaré pour tout un État. Cela permet à l'exécutif de prendre des mesures supplémentaires, telles que l'interdiction de conduire, l'application d'un couvre-feu et le déploiement de personnel, d'équipement, d'abris ou de ressources financières qui ne seraient pas disponibles autrement. 